# Matt Cooke
Matthew David Cooke, detto Matt (Belleville, 7 settembre 1978), è un ex hockeista su ghiaccio canadese.

## Palmarès

### Mondiali
- 1 medaglia:
  - 1 oro (Repubblica Ceca 2004)